# 冰川灣
冰川灣（英語：Glacier Bight），是南極洲的海灣，位於埃爾斯沃思地，處於休斯半島和諾維爾半島之間的瑟斯頓島北岸，寬40公里，根據美國海軍在1946年12月拍攝的空中照片繪入地圖，現時由南極條約體系管理。